# Fiodor Romodanowski
Fiodor Juriewicz Romodanowski (rus. Фёдор Юрьевич Ромодановский) (ur. ok. 1640, zm. 17 września 1717) – książę rosyjski, generalissimus, regent Carstwa Rosyjskiego w latach 1696–1698
Jeden z najbardziej zaufanych współpracowników cara Piotra I Wielkiego. Odpowiedzialny za sprawy wewnętrzne państwa rosyjskiego i aparat tajnej policji politycznej. 
W okresie podróży zagranicznych cara Piotra I Wielkiego pełnił obowiązki wielkorządcy Rosji i używał tytułu Jego Wysokości Księcia Cara.